# Iñaki Pérez Salort

Iñaki Pérez Salort (21 de noviembre de 1977) comienza su andadura como entrenador de balonmano base en el centro de estudios Guillem Tatay a los 16 años. Durante una temporada también entrena un equipo infantil en el CD Calasanz y decide crear su propia escuela de balonmano en la temporada 1998/99 en el colegio público Pablo Neruda de Valencia. Desde esa temporada hasta la 2011/12 es coordinador y entrenador de la escuela consiguiendo títulos provinciales y autonómicos, clasificando así a los equipos a disputar campeonatos de España y recibiendo varios años el galardón a la mejor escuela de Valencia.
En el 2002 llega a un acuerdo con el Club Balonmano Valencia Marni para que tanto él como los jugadores de su escuela pasen a formar parte de la estructura del club consiguiendo en este club varios títulos a nivel autonómico.
En el 2006 de la mano de Marc Madruga ingresa como entrenador el Centro de Alto Rendimiento de la Federación Valenciana de Balonmano situado en Cheste (Valencia) en el cual formó durante 5 años a jugadores y jugadoras que han llegado a ser deportistas de élite.
Desde el 2007 al 2010 forma parte de la dirección técnica de la Federación Valenciana de Balonmano, coordinando las escuelas municipales y las Selecciones Autonómicas, en las cuales consigue como entrenador varias medallas en los campeonatos de España.
En 2010 ficha por el Club Florida Handbol de Catarroja (Valencia) para coordinar la base y entrenar al primer equipo del club, con el cual logra el ascenso a 1.ª Nacional en su primera temporada, manteniendo al equipo en la categoría la siguiente temporada.
En 2012 se traslada a Pamplona para convertirse en el Coordinador de la base de la SCDR Anaitasuna y entrenar al equipo de 1.ª Nacional. Durante los 3 años en la base, el club consigue unos resultados históricos clasificando en 2 años a cuatro equipos entre los ocho mejores equipos de España. Destacando la temporada 2013/14 donde los equipos infantil, cadete y juvenil quedan 5.º de España en las 3 categorías. Además, en la temporada 2014/15 consigue clasificar al filial a la fase de ascenso a División de Honor Plata.
En verano de 2015 el club decidió que fuera el entrenador del Helvetia Anaitasuna de Pamplona, equipo de balonmano que participa en la Liga ASOBAL española, en el cual trabaja hasta noviembre momento en el que se decide rescindir su contrato por la marcha irregular del equipo y discrepancias con la directiva en la confección y objetivos del equipo, en la que Iñaki defiende la formación e inclusión de jugadores de la cantera en el primer equipo.
En 2017 continuó ligado al balonmano navarro entrenando en la base y al equipo senior del BM Loyola de Pamplona y como seleccionador de la Federación Navarra de Balonmano, consiguiendo notables resultados entre los que destaca la medalla de plata en el CESA 2019 en la categoría juvenil femenina, siendo elegido mejor entrenador del campeonato.
En verano del 2018 llega a un acuerdo con el BM Morvedre de Sagunto (Valencia) para colaborar en la base del mismo entrenando equipos de base hasta marzo de 2020, cuando se paralizan las competiciones debido a la COVID-19. En esa temporada y media de trabajo consigue ganar dos años seguidos la competición Provincial cadete femenina, siendo eliminados en la temporada 2018/19 en la Fase Nacional por el Beti-Onak (equipo que finalizó como subcampeón de España). En la temporada 2019/20 marchaban líderes en la Liga Autonómica tanto infantil como cadete, en el momento que comenzó la pandemia.

En verano de 2020 contrata sus servicios el CD Agustinos de Alicante, una de las históricas y mejores canteras de España, donde desarrolla las labores de Director Deportivo del club y entrenador del primer equipo, que milita en la 1.ª División Nacional. En su primera temporada en el club, se proclama campeón de la liga de 1.ª Nacional grupo E (donde logra ganar 15 partidos consecutivos), disputando la fase de ascenso a División de
Honor Plata. En dicha fase se quedan a un paso del ascenso ya que empatan a puntos con el primer clasificado (Bm Soria). Pero sobre todo destaca que una decena de jugadores entre el filial y juvenil debutan con el primer equipo durante la temporada. Esta misma temporada, consigue realizar un gran trabajo con la base, destacando la segunda posición en el Campeonato de España de clubes en categoría Infantil Masculino, dirigiendo el equipo junto a Sergi Ivorra.

## Resultados
- 3.º Clasificado Campeonato de España de Selecciones Infantiles (Vigo 2007).
- 4.º Clasificado Campeonato de España de Selecciones Infantiles (Vigo 2008).
- 3.º Clasificado Campeonato de España de Selecciones Cadetes (Valladolid 2009).
- 5.º Clasificado Campeonato de España de Selecciones Cadetes (Almería 2010).
- Ascenso a 1.ª Nacional Senior Masculino Florida Handbol (2011).
- 5.º Clasificado Campeonato de España de clubes Infantil SCDR Anaitasuna (La Roca 2014).
- 2.º Clasificado Fase Ascenso a División Honor Plata con SCDR Anaitasuna (Ciudad Real 2015).
- 5.º Clasificado Campeonato de España de Selecciones Cadetes (Blanes, Gerona 2017).
- 5.º Clasificado Campeonato de España de Selecciones Cadetes (Vigo 2018).
- Subcampeón Campeonato de España de Selecciones Juveniles (Valladolid 2019).
- 4.º Clasificado Campeonato de España de Selecciones Juveniles (Santander 2020).
- 4.º Clasificado Campeonato de España de Selecciones Juveniles (Santander 2020).
- Campeón 1.ª División Nacional Masculina Grupo E CD Agustinos (2021).
- 2.º Clasificado Fase Ascenso a División Honor Plata CD Agustinos (Lanzarote 2021).
- Subcampeón Campeonato de España de clubes Infantil CD Agustinos (Granollers 2021).